# Pouso Redondo
Pouso Redondo là một đô thị thuộc bang Santa Catarina, Brasil. Đô thị này có diện tích 359,519 km², dân số năm 2007 là 13722 người, mật độ 35,6 người/km².